# JKS Jarosław (hokej na lodzie)
JKS Jarosław – sekcja hokeja na lodzie klubu sportowego JKS Jarosław. Sekcja została rozwiązana.

## Historia
W latach 50. drużyna brała udział w rozgrywkach ligi okręgowej rzeszowskiej. 
Zgodnie z funkcjonującą nomenklaturą zrzeszeń sportowych w 1952 drużyna klubowa pod nazwą Spójnia Jarosław zajęła trzecie miejsce w turnieju finałowym sezonu, zorganizowanym w Rzeszowie. W sezonie 1957/1958 JKS występował w tych rozgrywkach. W edycji 1958/1959 JKS grał w klasie B ligi i wywalczył awans do klasy A. W sezonie 1959/1960 zespół zakwalifikował się do turnieju finałowego, który nie odbył się z uwagi na niekorzystne warunki atmosferyczne. Następnie JKS uczestniczył w sezonie 1960/1961, 1961/1962. Po reorganizacji rozrgywek działacze nie zdążyli zgłosić drużyny do sezonu w lidze okręgu krakowskiego. Po reaktywacji zespołu i także rozgrywek na Rzeszowszczyźnie w sezonie 1965/1966 JKS został zaproszony przez Rzeszowski Okręgowy Związek Hokeja na Lodzie (ROZHL) do rozgrywek o Puchar WKKFiT (Wojewódzki Komitet Kultury Fizycznej i Turystyki), jednak nie przystąpił do rywalizacji. W sezonie 1966/1967 zagrał w reaktywowanej lidze okręgowej rzeszowskiej. W połowie rozgrywek prowadził w tabeli i był na pierwszym miejscu także na koniec sezonu, jednak mający tyle samo punktów drugi Czuwaj Przemyśl miał do rozegrania zaległe spotkanie wyjazdowe z Karpatami Krosno (które wskutek ocieplenia warunków atmosferycznych nie odbyło się w terminie), zatem kwestia mistrzostwa nie została przesądzona. W sezonie 1967/1968 JKS grał nadal w lidze okręgowej rzeszowskiej. W edycji 1968/1969 ligi okręgowej rzeszowskiej JKS prowadził tabeli, zaś u kresu sezonu władze ROZHL wydały decyzję uznaniową, że okręg w rywalizacji o miejsce w II lidze będzie reprezentować jarosławska drużyna. Ostatecznie sezon został zakończony i w sportowej rywalizacji zwyciężył JKS uzyskując tytuł mistrza okręgu. W marcu drużyna rywalizowała w eliminacjach o awans do II ligi 1969/1970, jednak nie sprostała ponosząc wysokie porażki z drużynami Dolmel Wrocław (mistrz okręgu wrocławskiego) i Elektro Łaziska Górne (mistrz okręgu katowickiego). W sezonie 1969/1970 JKS zajął drugie miejsce w lidze rzeszowskiej ulegając Stali Sanok. Drużyna juniorska w marcu 1970 na sanockim lodowisku rywalizowała o awans do ligi juniorskiej z ekipą Zagłębia Sosnowiec.